# Juanjo San Sebastian
Juan Jose San Sebastian Arroyo, més conegut com a Juanjo San Sebastian (Bilbao, 1955) és un muntanyenc, director de documentals i escriptor basc.

## Trajectòria
Amb setze anys s'inicia en l'escalada. El 1979 va realitzar els seus primers ascensos als Alps centre-europeus i als Andes de Sud-amèrica. També ha estat al Perú. El 1981 realitza la seva primera expedició a l'Himàlaia. Membre habitual de l'equip de Al filo de lo imposible des dels seus orígens, participa en nombrosos capítols de la sèrie entre 1983 i 2004. A partir de 1983 porta a terme nombroses activitats a l'Himàlaia i al Karakorum, entre les quals destaquen un intent al pilar Sud de l'Everest i els cims del Makalu, Cho Oyu i central del Shisha Pangma. El 1986 ataca el cim del Broad Peak, després d'haver traçat una nova ruta a l'aresta Nord-est del Chogolisa. Intenta la via japonesa de la cara Oest del K2, muntanya a la qual tornarà en altres tres ocasions per la ruta Cessen i la via normal fins a aconseguir el cim finalment el 1994, per l'esperó nord, en companyia d'Atxo Apellániz. Un repte, però, que va comportar la mort del seu company, malgrat que Juanjo ho va intentar tot per salvar-lo. La seva activitat expedicionaria i alpinista l'ha portat a ha realitzar nombroses sortides per Àfrica, -Kilimanjaro i Ruwenzori-, al Canadà, als Estats Units, a l'Argentina -Aconcagua-, al Brasil i a Nova Zelanda, entre altres indrets.
És autor de diversos llibres, entre els quals destaca «Cuando la luna cambie» (2000) o « Cita con la cumbreuna historia de amistad y tragedia en el K2» (1994) on San Sebastian relata la mort del seu company d'escalada, Atxo Apellániz, al K2 i aprofundeix en alguns dels aspectes essencials de l'existència i de per què s'escalen muntanyes. També és autor de diversos documentals com «Bájame una estrella», en memòria de l'escaladora navarresa Miriam García Pascual, o «El Viaje», així com d'una sèrie sobre la història de l'alpinisme basc.

## Reconeixements
El desembre del 2018, dins del Gran Festival de Muntanya de Bilbao, se li va atorgar el Premi Fundació WOP que premia la seva activitat esportiva com alpinista i com a exemple de superació, valentia i compromís.